# Lerista stylis
Espèce
Synonymes
- Rhodona stylis Mitchell, 1955

Statut de conservation UICN

 LC  : Préoccupation mineure
Lerista stylis est une espèce de sauriens de la famille des Scincidae.

## Répartition
Cette espèce est endémique du Territoire du Nord en Australie.

## Publication originale
- Mitchell, 1955 : Preliminary account of the Reptilia and Amphibia collected by the National Geographic Society - Commonwealth Government - Smithsonian Institution Expedition to Arnhem Land (April to November, 1948). Records of the South Australian Museum, vol. 11, p. 373-408 (texte intégral).